# Royaume du Romsdal
Le royaume de Romsdal était l'un des petits royaumes norvégiens du Moyen Âge. Il était situé dans le fylke actuel de Møre og Romsdal.

## Étymologie
La forme originelle en vieux norrois était Raumsdalr (également Raumsdœlafylki). Le premier élément dérive du génitif *Raumr, probablement l'ancienne appellation de Romsdalsfjord, qui à son tour dérive du nom de la rivière Rauma (aujourd'hui Glomma). La signification du nom Rauma, cependant, est un mystère. Selon l'historien Jordanès, il y avait une tribu qu'il a baptisée « raumii », qui pourrait avoir son origine dans le royaume de Raumarike (raumariki) et la rivière Rauma. 

## Histoire
Pendant la période Viking, la Norvège était divisée en petits royaumes indépendants gouvernés par des seigneurs de guerre qui dirigeaient les territoires, rivalisaient pour la suprématie en mer et l'influence politique, et cherchaient des alliances ou le contrôle d'autres familles royales, volontairement ou de force. 
Selon la légende, Romsdal est un éponyme du roi Raum l'Ancien, le fils d'un autre roi nordique qui a également son éponyme comme fondateur de la Norvège.
La saga de Laxdæla cite que Raumsdal était le territoire de Ketill au Nez plat, un descendant de Ketil Raum, et qu'il était un chef de guerre viking de premier plan qui a conquis les Hébrides et l'île de Man. 
La région possède une histoire commune de celle de Sunnmøre. Elle abrite un groupe de petits royaumes situés le long des fjords et des routes maritimes qui relient l'ouest et le nord de la Norvège. Ces royaumes contrôlent plusieurs sites royaux, dont Veøy, Hustad, et Skuggen, qui jouent un rôle essentiel dans le contrôle du commerce maritime. Ces sites sont également connus pour leurs monuments funéraires, dont des cairns situés près des manoirs royaux, reflétant l'importance des élites locales et leur rôle dans les échanges et les alliances régionales. 